# Hane (Marquesas)
Hane ist die größte Siedlung auf der Insel Ua Huka, in den Marquesas im Gebiet von Französisch-Polynesien. Hane hat auch eine bemerkenswerte archäologische Fundstelle. Sie liegt in Luftlinie nur etwa 4 km vom Hauptort Vaipae'e entfernt (Straße: 10,6 km).

## Geographie

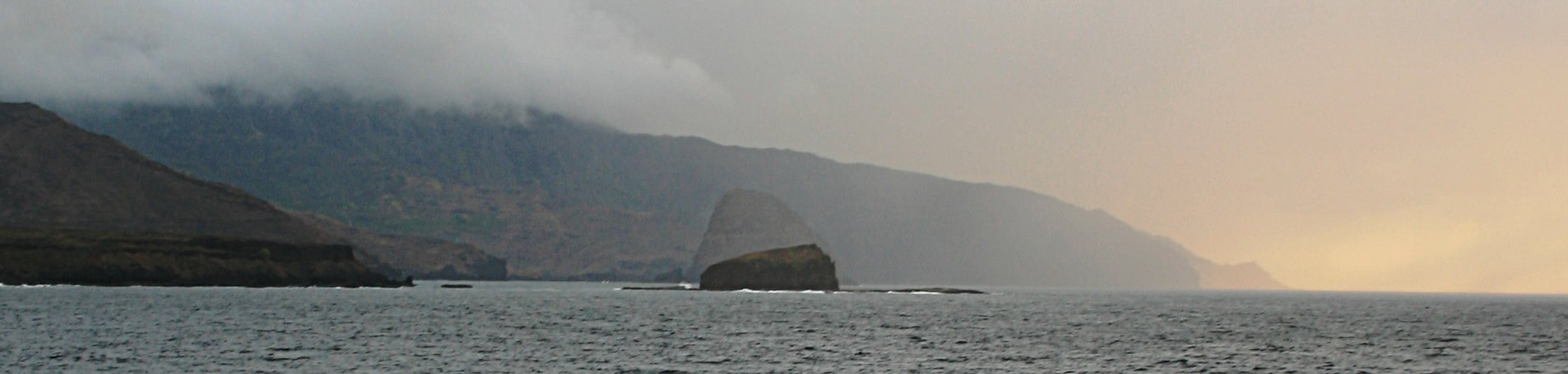
Southern coast of the island of Ua Huka.

Der Ort liegt an der Südküste von Ua huka, östlich des Hauptortes Vaipae'e und 5,7 km vom Flugplatz entfernt. Östlich schließt das Dorf Hokatu an. Der Berg Hitikau (884 m) liegt nordöstlich des Ortes, der etwas von der Hauptlinie der Küste zurückgesetzt am Ende der Hane Bay liegt. In der Bucht befindet sich der Kegel des Motuhane.

## Archaeologische Stätten
Die archäologischen Stätten Tehavea und Meiaute liegen nur wenige Gehminuten vom heutigen Dorf entfernt. Das Gebiet wurde 1964–65 erstmals von Yosihiko H. Sinoto untersucht. Seine Ausgrabungen brachten mehr als 12.000 Vogelknochen zu Tage, davon gehörten ca. 10.000 zu ca. sieben verschiedenen Arten von Sturmtauchern and Röhrennasens. Im Laufe der archäologischen Grabungen wurden auch unter einer Steinschicht Scherben und ursprünglich auf die Zeit zwischen 300 und 600 n. Chr. datiert. Untersuchungen mit der Radiokarbonmethode weisen jedoch auf eine Siedlungszeit zwischen 900 und 1200 n. Chr. hin.
Weitere Forschungen wurden bei Hane ab den 1990ern unternommen und über 20 Jahre lang durchgeführt. Die Ausgrabungen von 2009 bewiesen, dass die älteste Besiedlung des Archipels um 1000 n. Chr. erfolgte, wobei die Menschen von den Ressourcen des Meeres abhängig waren. Um 1200 gab es jedoch eine Veränderung der Arbeitsweise, von da an wurden die Gebäude, die weiterhin aus vergänglichen Materialien errichtet wurden auf einem Stein-Postament errichtet. Später wurde die Stätte verlassen, als die Menschen in die Täler zogen und von 1200 bis 1400 wurden die Küstenstreifen, einschließlich Hane als Begräbnisstätten genutzt.

## Sehenswürdigkeiten
Das Le musée de la Mer stellt traditionelle Fischerei-Geräte, Angelhaken, Fischerei-Techniken, eine Kollektion von Kanus aus und ein führt auch eine Werkstatt.
Auberge Hitikau ist ein kleines Hostel und Restaurant, benannt nach dem Berg.
Eine lokale Spezialität sind Omelettes aus Eiern der kaveka (Rußseeschwalbe).